# カステル・バロニーア
カステル・バロニーア（伊: Castel Baronia）は、イタリア共和国カンパニア州アヴェッリーノ県にある、人口約1,100人の基礎自治体（コムーネ）。

## 地理

### 位置・広がり

#### 隣接コムーネ
隣接するコムーネは以下の通り。
- カリーフェ
- フルーメリ
- サン・ニコーラ・バロニーア
- ストゥルノ
- トレヴィーコ